# Касельський
Касельський (рос. Кассельский) — селище у Нагайбацькому районі Челябінської області Російської Федерації.
Входить до складу муніципального утворення Кассельське сільське поселення. Населення становить 998 осіб (2010).

## Історія
Згідно із законом від 9 липня 2004 року органом місцевого самоврядування є Кассельське сільське поселення.

## Населення
| 2002 | 2010 |
| ---- | ---- |
| 1224 | ↘998 |